# 2024 dans les parcs de loisirs
| Années des parcs de loisirs : 2021 - 2022 - 2023 - 2024 - 2025 - 2026 - 2027    |
| Décennies des parcs de loisirs : 1990 - 2000 - 2010 - 2020 - 2030 - 2040 - 2050 |

L'article 2024 dans les parcs de loisirs répertorie les événements marquants et les nouveautés majeures de l'année 2024, dans le domaine des parcs de loisirs à travers le monde.

## Parcs d'attractions

### Ouverture
- Bohai Pearl Happy Valley ( Chine)
- Chimelong Qingyuan International Forest Resort ( Chine)
- China Hiin City ( Chine)
- Fantawild (Hongze) ( Chine)
- Fantawild (Shangqui) ( Chine)
- Fantawild (Yingtan) ( Chine)
- Glorious Orient ( Chine) ouvert au public le 19 juillet 2024
- Happy Coast (Zhongshan) ( Chine)
- Glorious Orient ( Chine) ouvert au public le 19 juillet 2024
- Karls Erlebnis-Dorf Döbeln ( Allemagne)[1]
- Legoland Shanghai ( Chine)[2]
- Legoland Shenzhen ( Chine)[3]
- Majaland Gdańsk ( Pologne)[4]
- Nickelodeon Universe (Yubei) ( Chine)
- Oriental Heritage (Yuehu) ( Chine)
- Oriental Heritage (Zhongmu) ( Chine)
- Peppa Pig Theme Park ( Allemagne)[5]
- Sunac Cultural Tourism City ( Chine)
- Wonderla Bhubaneswar ( Inde)
- Zhengzhou Haichang Ocean Park ( Chine)

### Changement de nom
- Bal Parc devient Fééryland ( France)[6]
- La Feria Chapultepec Mágico devient Aztlán Parque Urbano ( Mexique)[7]
- Bollywood Parks Dubai rouvre sous le nom Real Madrid World ( Émirats arabes unis)[8]

### Fermeture
- Evermore Park ( États-Unis)[9]
- Gillian's Wonderland Pier ( États-Unis)[10]
- Zobori Élménypark ( Hongrie)[11]

## Parcs aquatiques

### Ouverture
- Aquascope ( France) ouvert au public le 15 juillet 2024[12],[13].

## Événements
- Janvier
  - 30 janvier 2024 -  États-Unis - La société de gestion de parcs de loisirs SeaWorld Parks & Entertainment change de nom et devient United Parks and Resorts[14].
- Février
  - 12 février 2024 -  Suède - Un important incendie se déclare dans le parc aquatique Liseberg Oceana[15], encore en construction et dont l'ouverture était prévue au printemps[16].
- Mars
  - 13 mars 2024 -  Japon - Fuji-Q Highland annonce la fermeture de Do-Dodonpa[17].
  - 28 mars 2024 -  Pays-Bas - Le groupe français Looping fait l'acquisition du parc néerlandais Drievliet[18].
- Juillet
  - 1er juillet 2024 -  États-Unis - La fusion entre Cedar Fair et Six Flags pour la société Six Flags Entertainment Corporation devient effective[19].
  - 2 juillet 2024 -  France - Le Parc Spirou fait l'acquisition du parc aquatique voisin Wave Island[20].
- Septembre
  - 24 septembre 2024 -  Pays-Bas - Ouverture du salon IAAPA Expo Europe 2024 à Amsterdam, pour une durée de 3 jours[21].
- Novembre
  - 19 novembre 2024 -   États-Unis - Ouverture du salon IAAPA Expo 2024 à Orlando, pour une durée de 4 jours.

## Attractions

### Montagnes russes

#### Délocalisations
| Nom                      | Type / Modèle     | Constructeur         | Parc                      | Pays        | Anciennement                             |
| ------------------------ | ----------------- | -------------------- | ------------------------- | ----------- | ---------------------------------------- |
| NC                       | Shuttle Loop      | Anton Schwarzkopf    | Indiana Beach             | États-Unis  | Cascabel à La Feria Chapultepec Mágico   |
| All American Triple Loop | Assises           | Anton Schwarzkopf    | Indiana Beach             | États-Unis  | Quimera à La Feria Chapultepec Mágico    |
| Flash: Speed Force       | Half Pipe Coaster | Intamin              | Warner Bros. Movie World  | Australie   | Surfrider à Wet'n'Wild Water World       |
| Gobbi Express            | E-Powered         | Mack Rides           | Taunus Wunderland         | Allemagne   | Galaxie Express à Space Center           |
| Lumumba                  | Train de la mine  | Soquet               | Hacienda Napoles          | Colombie    | Montana Rusa à Karting Cross             |
| Miner Mike               | Junior            | Wisdom Rides         | Niagara Amusement Park    | États-Unis  | Miner Mike à Knucklehead's Family Center |
| RidderStrijd             | Tournoyantes      | Reverchon Industries | Avonturenpark Hellendoorn | Pays-Bas    | Ratón Loco à La Feria Chapultepec Mágico |
| Rocket Rollercoaster     | Métal             | Interpark            | Lightwater Valley         | Royaume-Uni | Airbender à Camel Creek Adventure Park   |
| Serpent                  | Assises           | S.D.C.               | Niagara Amusement Park    | États-Unis  | Serpent à Kokomo's Family Fun Center     |
| Spinning Coaster         | Tournoyantes      | Maurer Rides         | Wonderla Bhubaneswar      | Inde        | Twister à Habtoorland                    |
| Thundervolt              | Assises           | Intamin              | Playland (Vancouver)      | Canada      | Senzafiato à Miragica                    |

#### Nouveau thème
| Nom                   | Type / Modèle | Constructeur         | Parc                      | Pays        | Anciennement                                      |
| --------------------- | ------------- | -------------------- | ------------------------- | ----------- | ------------------------------------------------- |
| Nemesis Reborn        | Inversées     | Bolliger & Mabillard | Alton Towers              | Royaume-Uni | Nemesis (1994 à 2022)                             |
| Top Thrill 2          | Lancées       | Zamperla             | Cedar Point               | États-Unis  | Top Thrill Dragster (2002 à 2022)                 |
| The Wave              | Assises       | Bolliger & Mabillard | Drayton Manor             | Royaume-Uni | Shockwave (1994 à 2023)                           |
| Trolls Trollercoaster | Assises       | Vekoma               | Universal Studios Florida | États-Unis  | Woody Woodpecker's Nuthouse Coaster (1999 à 2023) |

#### Nouveautés
| Nom                                | Type / Modèle             | Constructeur                          | Parc                            | Pays            |
| ---------------------------------- | ------------------------- | ------------------------------------- | ------------------------------- | --------------- |
| NC                                 | Aquatiques / Power Splash | Mack Rides                            | Sunac Cultural Tourism City     | Chine           |
| NC                                 | Tournoyantes              | Maurer Söhne                          | Sunac Cultural Tourism City     | Chine           |
| NC                                 | Acier                     | Jinma Rides                           | Sunac Cultural Tourism City     | Chine           |
| NC                                 | Hyper Coaster             | Mack Rides                            | Sunac Cultural Tourism City     | Chine           |
| NC                                 | Assises                   | Vekoma                                | Oriental Heritage Zhongmu       | Chine           |
| NC                                 | Family Boomerang          | Vekoma                                | Oriental Heritage Zhongmu       | Chine           |
| NC                                 | Family Boomerang          | Vekoma                                | Fantawild Yiliang               | Chine           |
| NC                                 | Assises                   | Vekoma                                | Fantawild Yiliang               | Chine           |
| NC                                 |                           |                                       | Taihu Lake Longemont Paradise   | Chine           |
| NC                                 |                           |                                       | Taihu Lake Longemont Paradise   | Chine           |
| NC                                 | Acier                     |                                       | Taihu Lake Longemont Paradise   | Chine           |
| NC                                 | de motos                  | Beijing Jiuhua Amusement Rides        | Taihu Lake Longemont Paradise   | Chine           |
| NC                                 | Inversées                 | Beijing Jiuhua Amusement Rides        | Taihu Lake Longemont Paradise   | Chine           |
| NC                                 | Tournoyantes              | Beijing Jiuhua Amusement Rides        | Taihu Lake Longemont Paradise   | Chine           |
| NC                                 | Tournoyantes              | Beijing Jiuhua Amusement Rides        | Taihu Lake Longemont Paradise   | Chine           |
| Avix                               | Inversées                 | Gerstlauer                            | Parque del Café                 | Colombie        |
| Berg- und Tal Hetz                 | Assises                   | SBF Visa Group                        | Skyline Park                    | Allemagne       |
| Bobcat                             | en bois                   | The Gravity Group                     | Six Flags Great Escape          | États-Unis      |
| Brazilian Buggies                  | Junior                    | Zamperla                              | Bellewaerde                     | Belgique        |
| Car City                           | Junior                    | SBF Visa Group                        | Fantasilandia                   | Chili           |
| Choco Chip Creek                   | Train de la mine          | Vekoma                                | Energylandia                    | Pologne         |
| Eulenblitz                         | Acier                     | Zierer                                | Freizeitpark Edelwies           | Allemagne       |
| Falcon's Flight                    | assises                   | Intamin                               | Six Flags Qiddiya               | Arabie saoudite |
| Family Launch Coaster              | Métal                     | SBF Visa                              | Churpfalzpark                   | Allemagne       |
| Fianna Force                       | Inversées                 | Vekoma                                | Emerald Park                    | Irlande         |
| Fighter Jet                        | Assises                   | Vekoma                                | Glorious Orient                 | Chine           |
| Fire In The Hole                   | en intérieur              | Rocky Mountain Construction           | Silver Dollar City              | États-Unis      |
| Fjord Explorer                     | Aquatiques                | Mack Rides                            | Le Pal                          | France          |
| Flight of the Wicked Witch         | Suspendus                 | Vekoma                                | Warner Bros. Movie World        | Australie       |
| Frontline Charge                   | Family Boomerang          | Vekoma                                | Glorious Orient                 | Chine           |
| Gold Rush                          | Lancées                   | Intamin                               | Drayton Manor                   | Royaume-Uni     |
| Good Gravy!                        | Family Boomerang          | Vekoma                                | Holiday World                   | États-Unis      |
| Honey Harbour                      | Junior                    | Vekoma                                | Energylandia                    | Pologne         |
| Hyperia                            | Hyper montagnes russes    | Mack Rides                            | Thorpe Park                     | Royaume-Uni     |
| Iron Menace                        | Dive Coaster              | Bolliger & Mabillard                  | Dorney Park & Wildwater Kingdom | États-Unis      |
| Izio Express                       | Junior                    | Zierer                                | Jardin des Bêtes                | France          |
| Jeepodino                          | Junior                    | Zamperla                              | La Récré des 3 Curés            | France          |
| Jungle Rush                        | Navettes                  | Vekoma                                | Dreamworld                      | Australie       |
| Kansas Twister                     | Family Boomerang          | Vekoma                                | Warner Bros. Movie World        | Australie       |
| Laka Laka                          | Tournoyantes              | Far Fabbri                            | Aztlán Parque Urbano            | Mexique         |
| Magic Mouse XXL                    | Tournoyantes / Wild Mouse | Reverchon Industries                  | Fantasy Island (en)             | Royaume-Uni     |
| Mahuka                             | single-rail               | Intamin                               | Walibi Rhône-Alpes              | France          |
| Marienkäfer                        | Junior                    | SBF Visa Group                        | Freizeitpark Edelwies           | Allemagne       |
| Marometas                          | Junior                    | SBF Visa Group                        | Aztlán Parque Urbano            | Mexique         |
| Midnight Flyer                     | assises                   | Vekoma                                | Santa's Village                 | États-Unis      |
| Mikey's Halfpipe                   | navette                   | Intamin                               | Nickelodeon Universe (Yubei)    | Chine           |
| Mine Cart Madness                  | Acier/Boom Coaster        |                                       | Universal Studios Japan         | Japon           |
| Minifigure Speedway                | Duel de montagnes russes  | Zierer                                | Legoland Windsor                | Royaume-Uni     |
| Mocha                              | Acier                     | SBF Visa Group                        | Aztlán Parque Urbano            | Mexique         |
| Mombasa                            | Tournoyantes Junior       | SBF Visa Group                        | Hacienda Napoles                | Colombie        |
| Penguin Trek                       | Assises                   | Bolliger & Mabillard                  | SeaWorld Orlando                | États-Unis      |
| Phoenix Rising                     | Suspendues                | Bolliger & Mabillard                  | Busch Gardens Tampa             | États-Unis      |
| Puppy Coaster                      | Junior                    | Beijing Shibaolai Amusement Equipment | Glorious Orient                 | Chine           |
| Quest at Tír na nÓg                | Family Boomerang          | Vekoma                                | Emerald Park                    | Irlande         |
| Serpentikha                        | Suspendues                | Vekoma                                | Aztlán Parque Urbano            | Mexique         |
| Shredder                           | Tournoyantes              | Intamin                               | Nickelodeon Universe (Yubei)    | Chine           |
| Smerfowy Rollercoaster             | Assises                   | Zierer                                | Majaland Gdańsk                 | Pologne         |
| Snoopy's Soap Box Racers           | Family Boomerang          | Vekoma                                | Kings Island                    | États-Unis      |
| Snoopy's Tenderpaw Twister Coaster | junior                    | Zamperla                              | Knott's Berry Farm              | États-Unis      |
| Spinning Coaster                   | tournoyante               | SBF Visa Group                        | Didi'Land                       | France          |
| Turbo Turtle Power                 | assises                   | Intamin                               | Nickelodeon Universe (Yubei)    | Chine           |
| Verrücktwärts                      | navette                   | SBF Visa Group                        | Rasti-Land                      | Allemagne       |
| Vindfald                           | Euro-Fighter              | Gerstlauer                            | Tivoli Friheden                 | Danemark        |
| Voltron Nevera                     | assises                   | Mack Rides                            | Europa-Park                     | Allemagne       |
| Ziegel-Blitz                       | assises                   | Gerstlauer                            | Jaderpark                       | Allemagne       |
| Zumba                              | Assises / Wild Wind       | Interpark                             | Hacienda Napoles                | Colombie        |

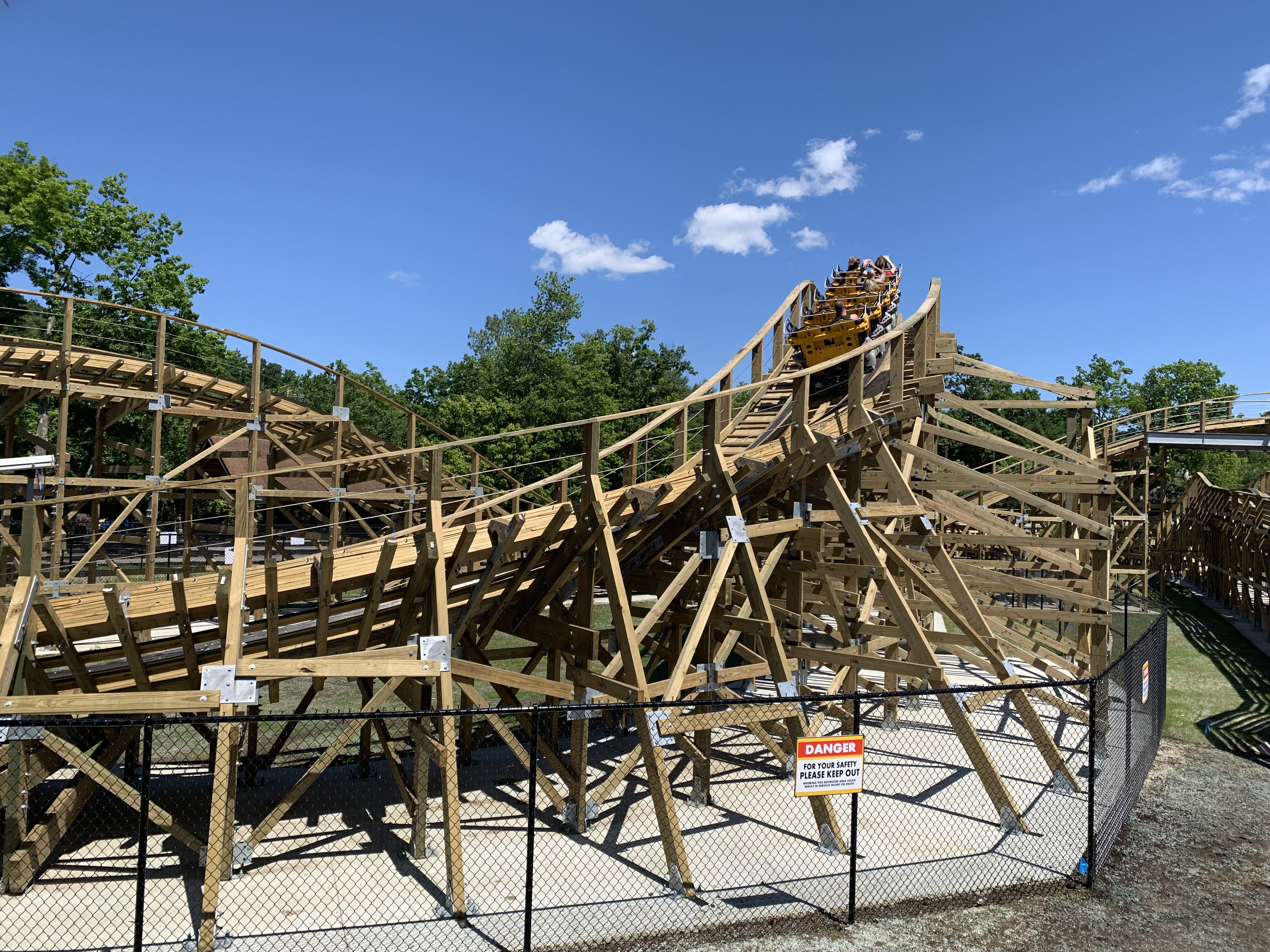
Bobcat à Six Flags Great Escape
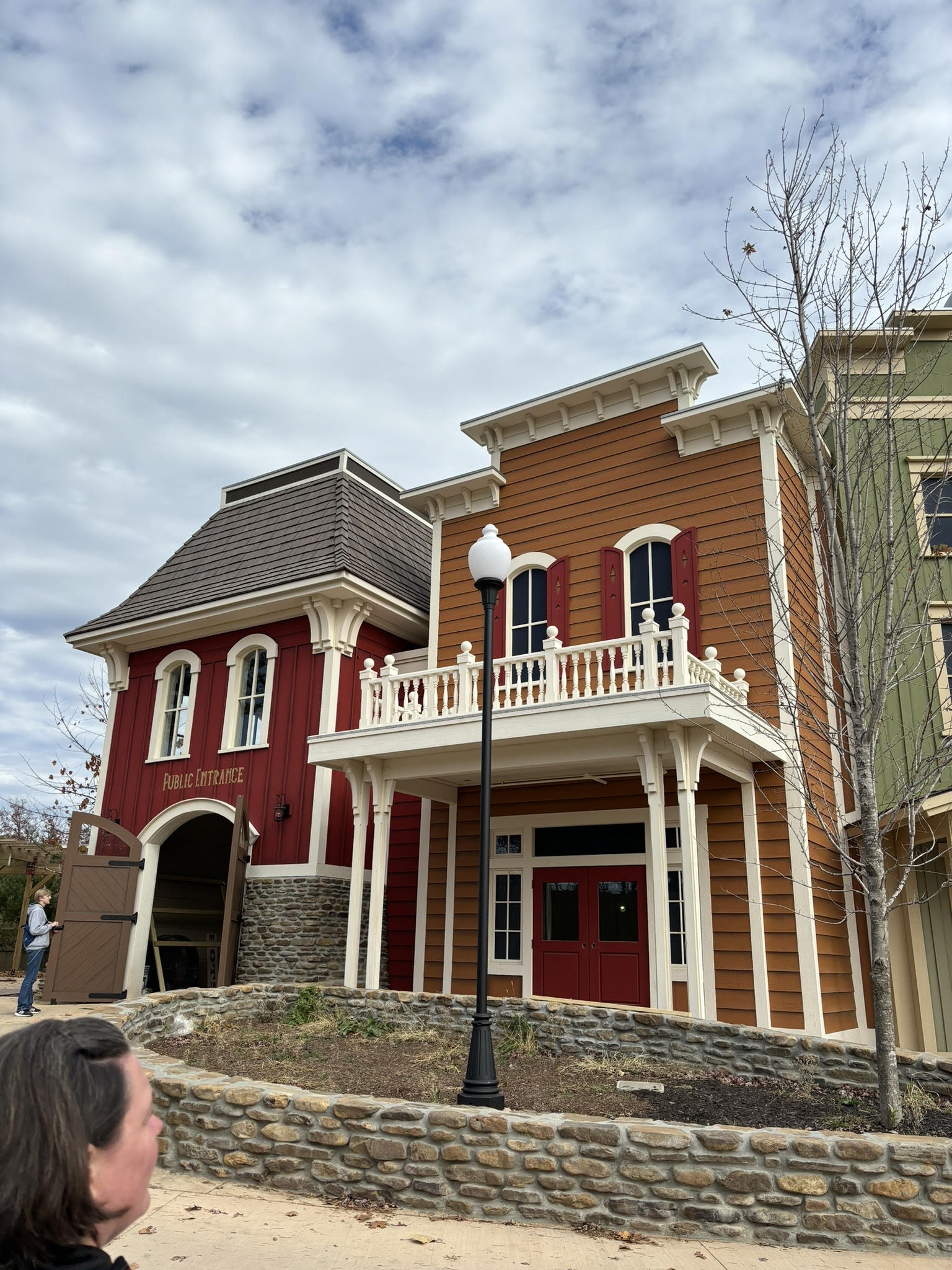
Façade de Fire In The Hole à Silver Dollar City
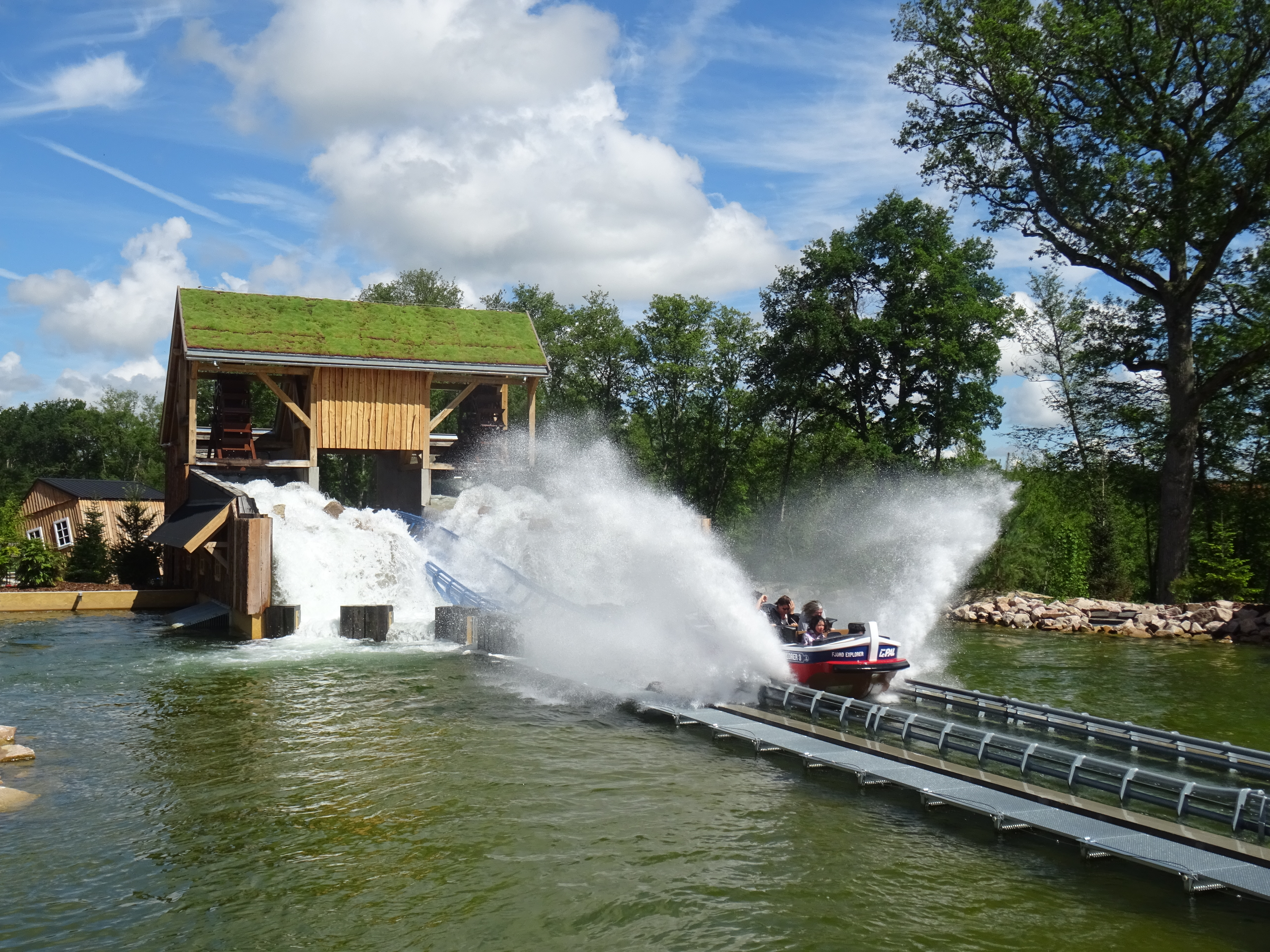
Fjord Explorer au Pal
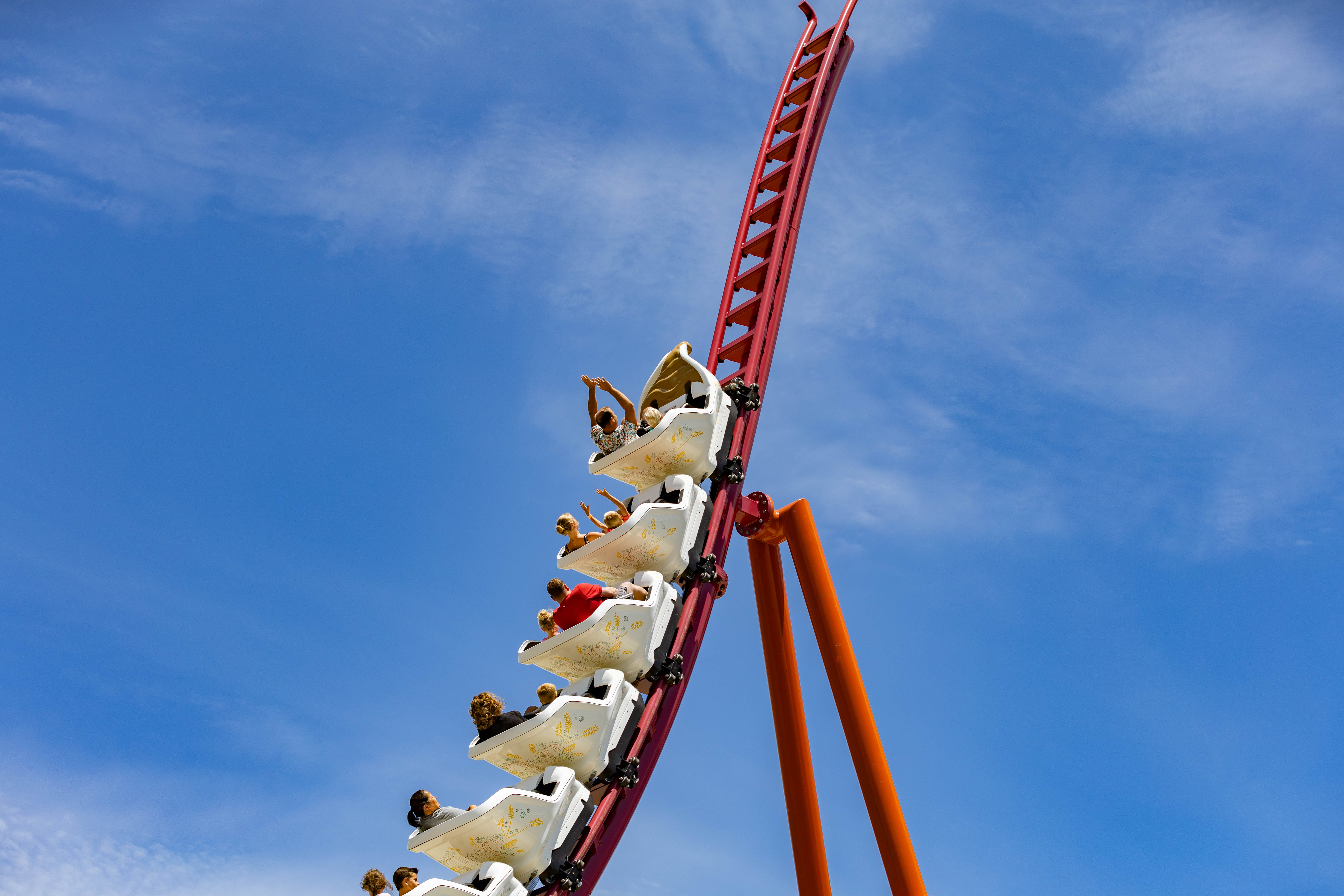
Good Gravy! à Holiday World
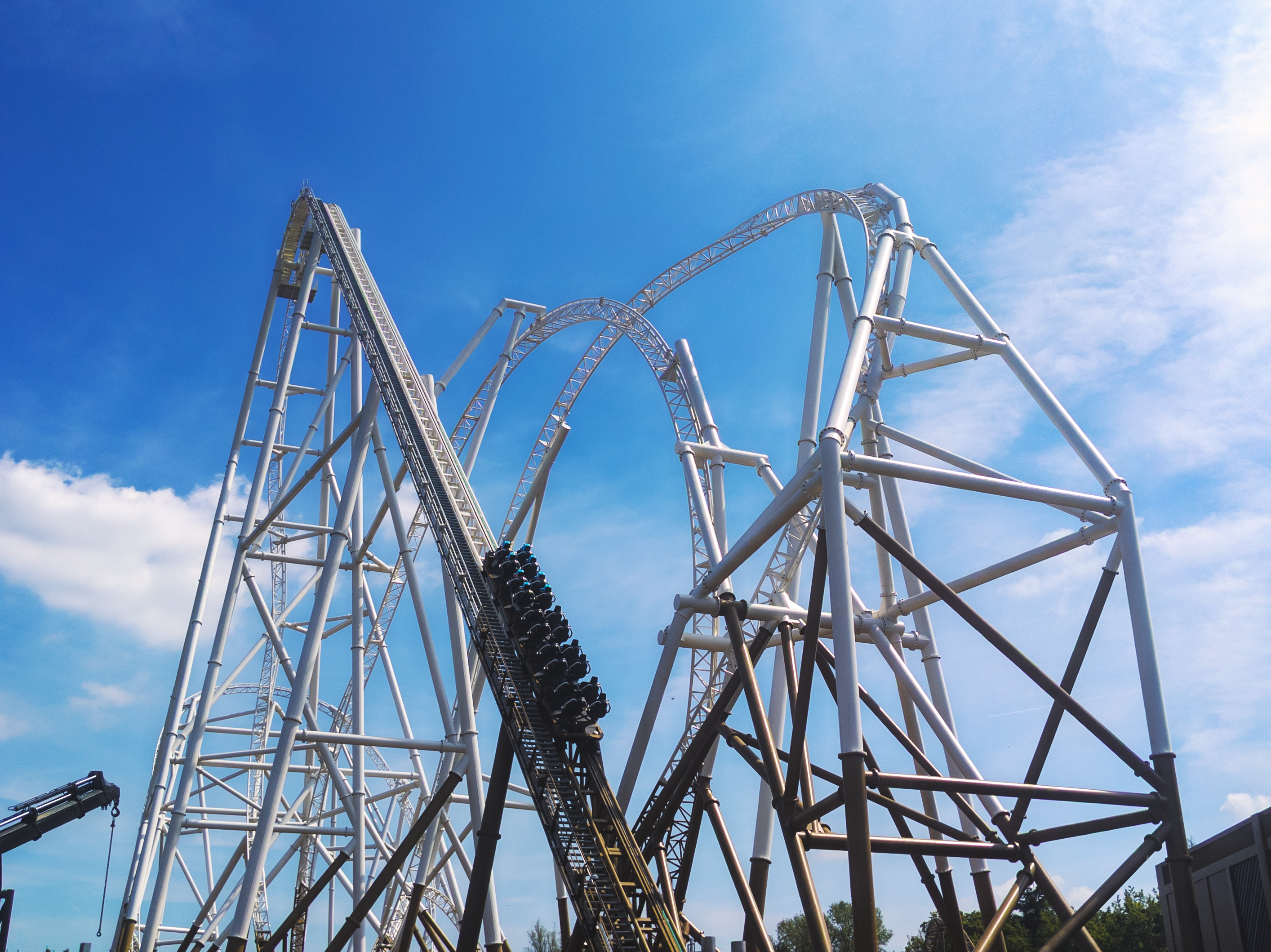
Hyperia à Thorpe Park
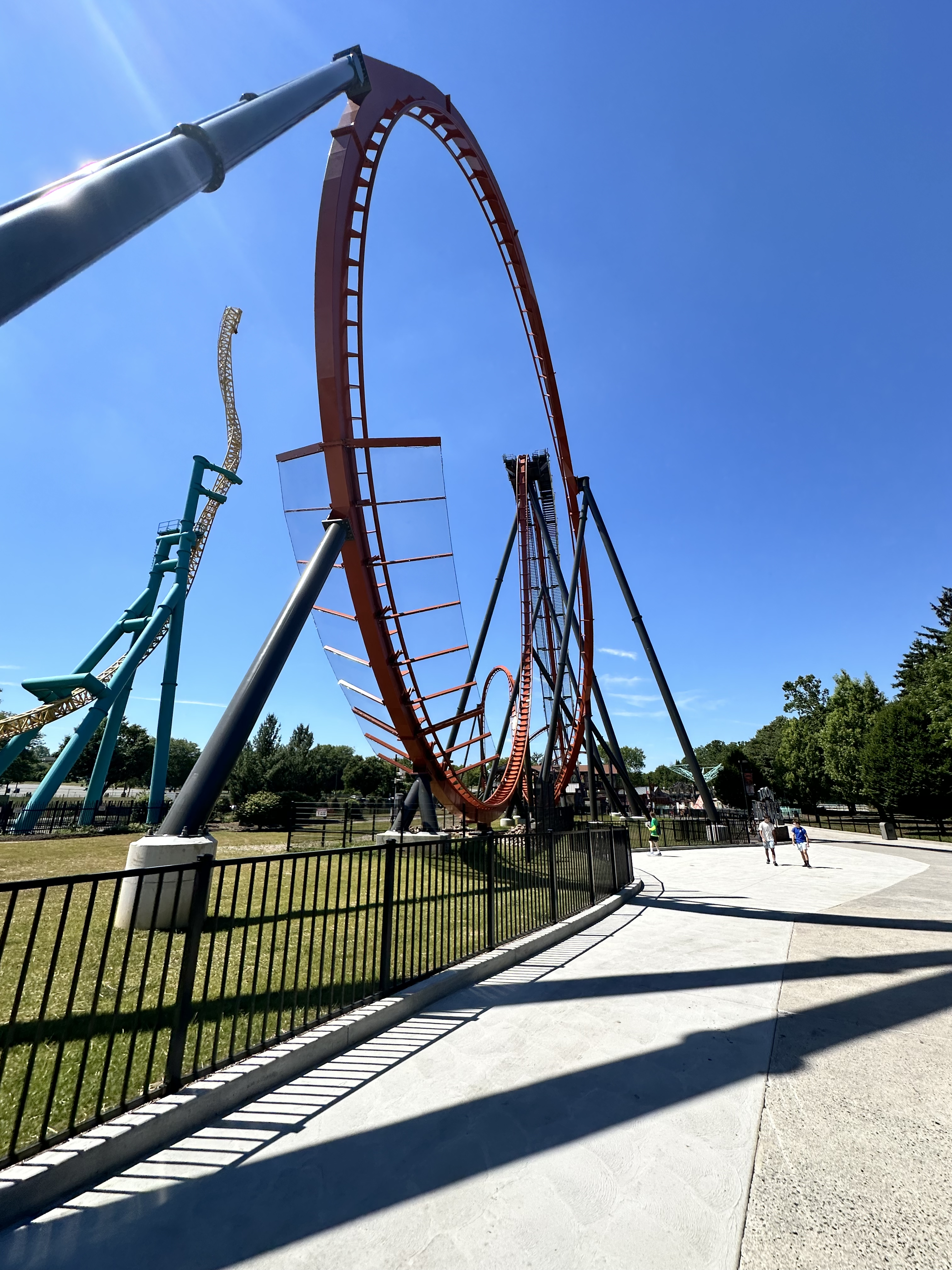
Iron Menace à Dorney Park & Wildwater Kingdom
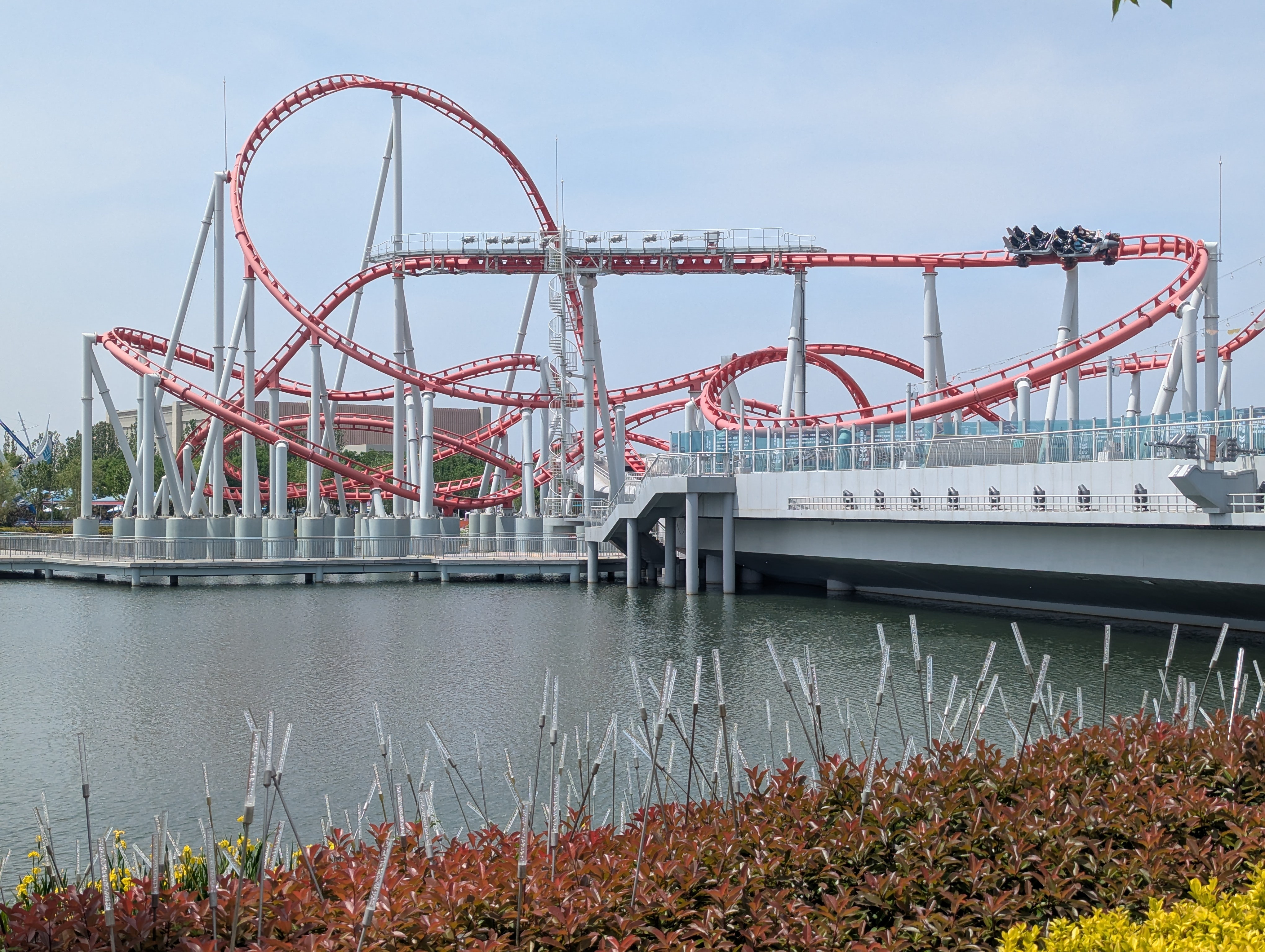
Jet Fighter de Glorious Orient
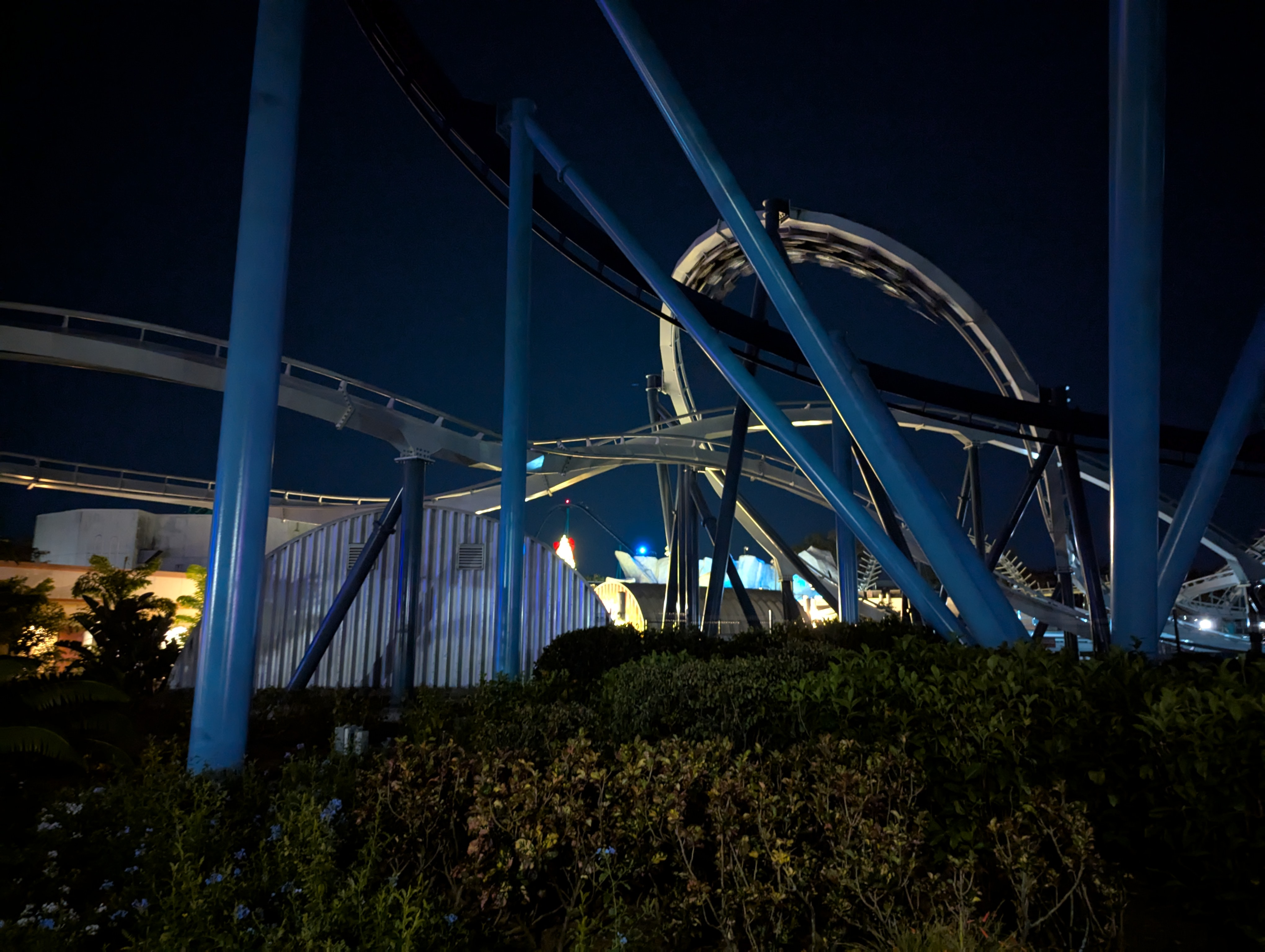
Penguin Trek à SeaWorld Orlando
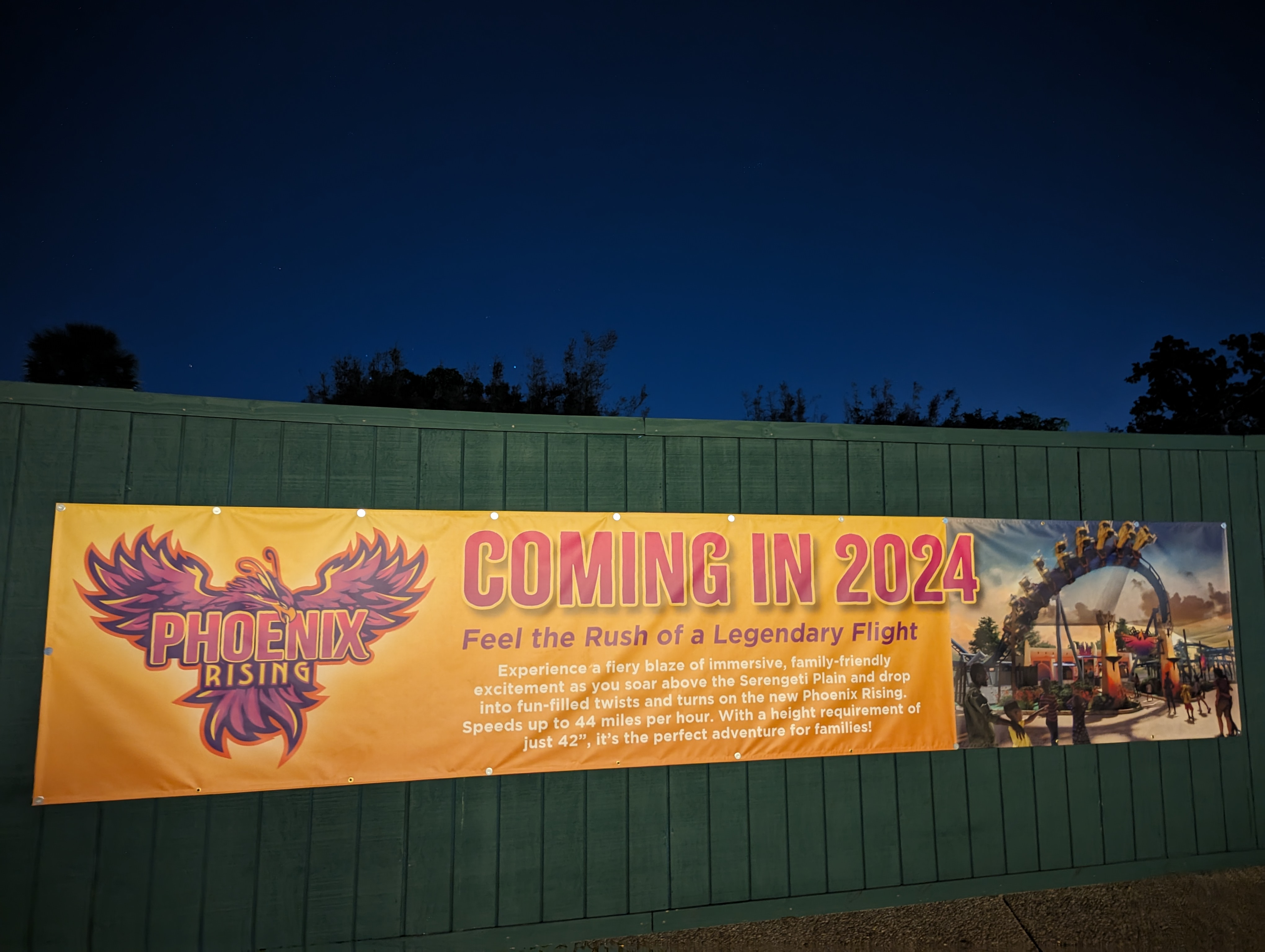
Annonce de Phoenix Rising à Busch Gardens Tampa
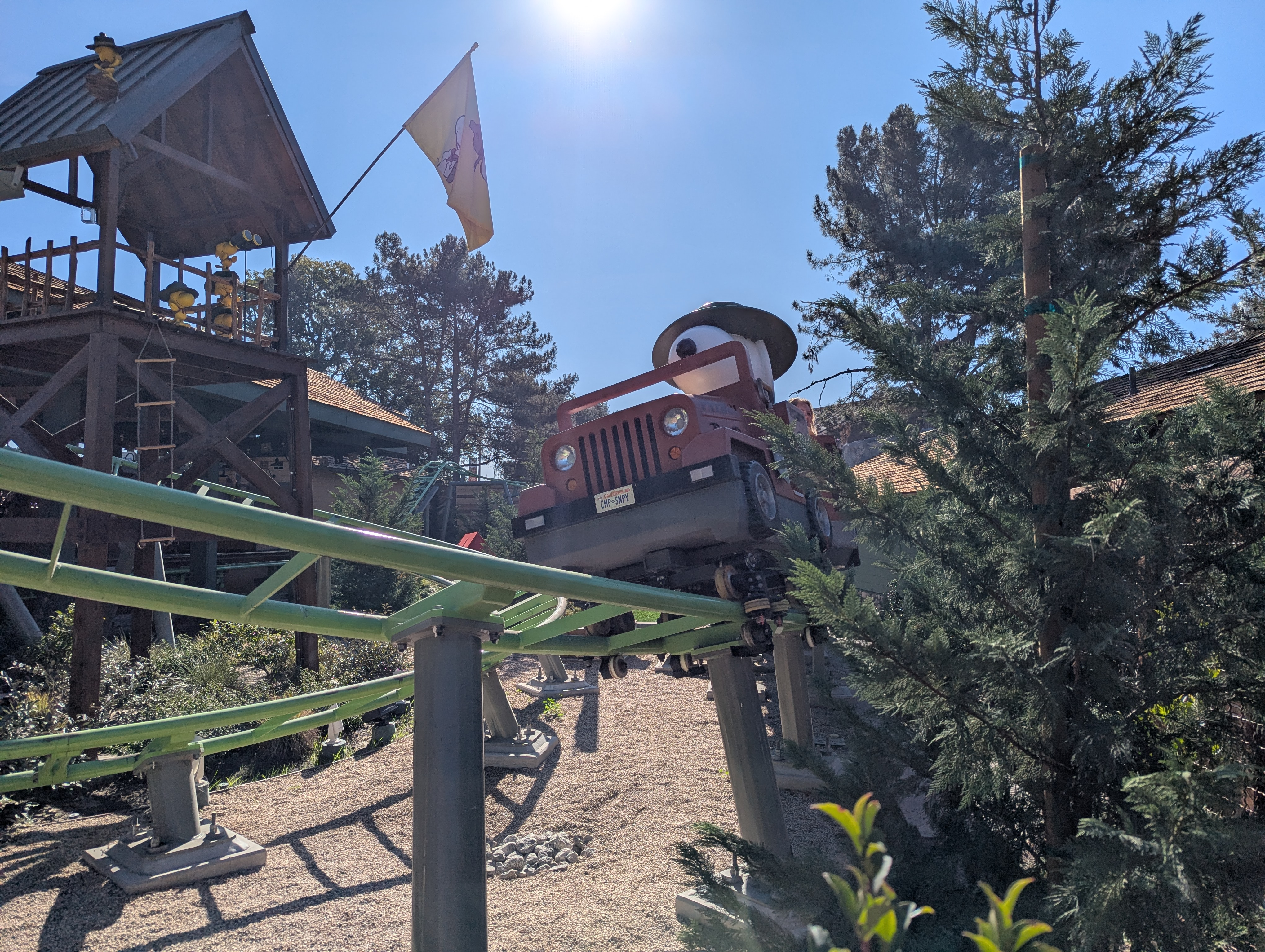
Snoopy's Tenderpaw Twister Coaster à Knott's Berry Farm
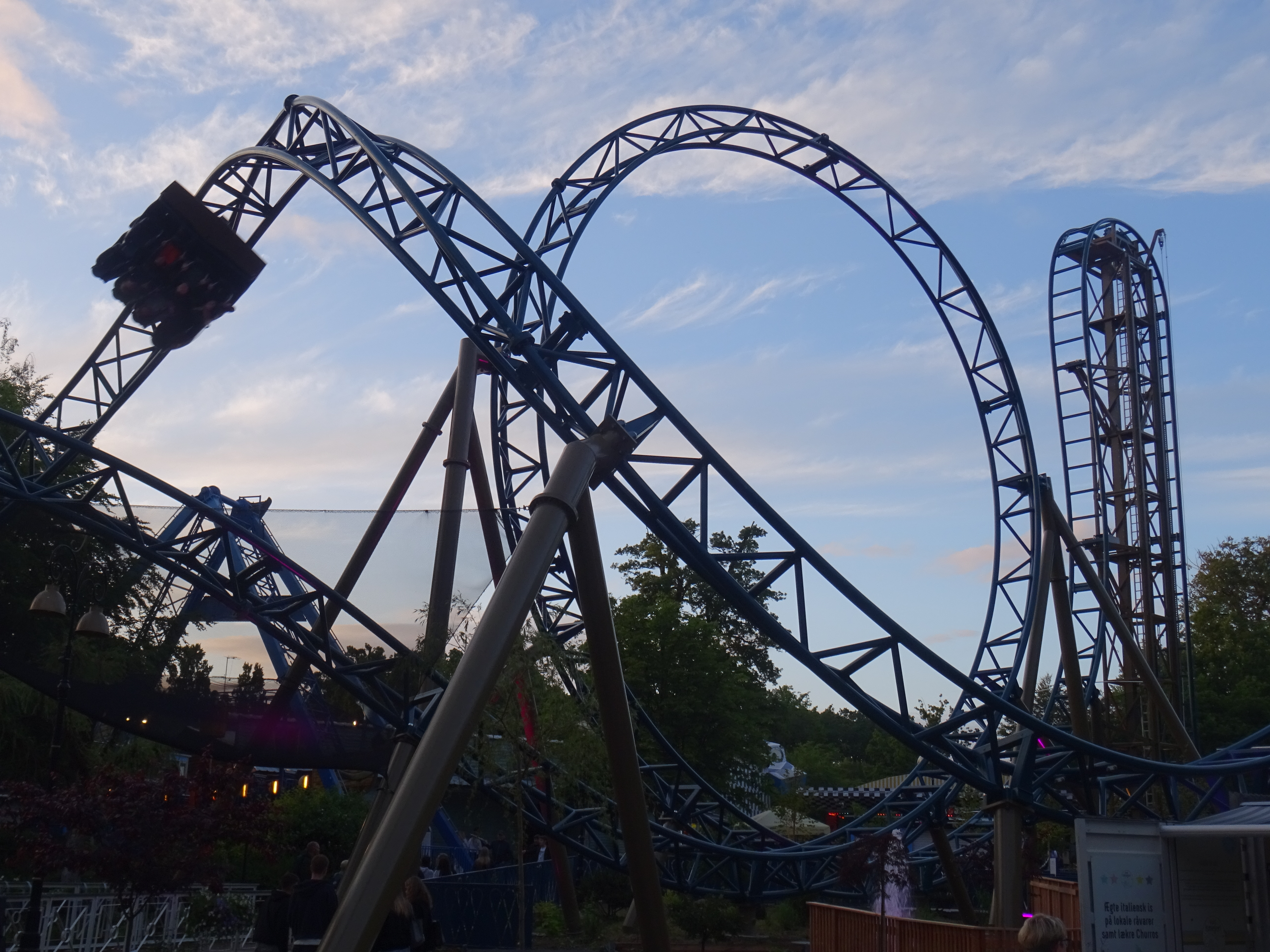
Vindfald à Tivoli Friheden
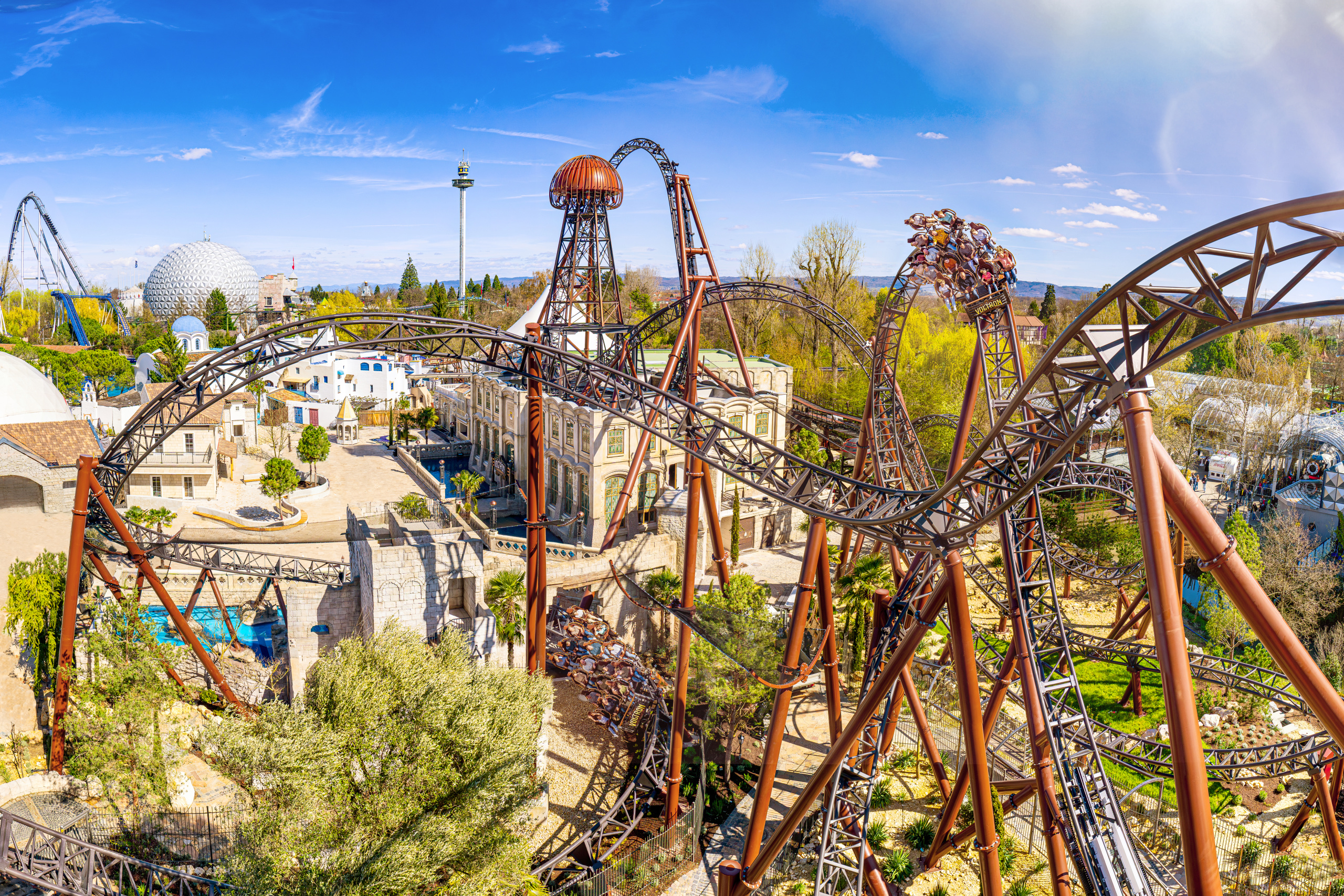
Voltron Nevera à Europa-Park
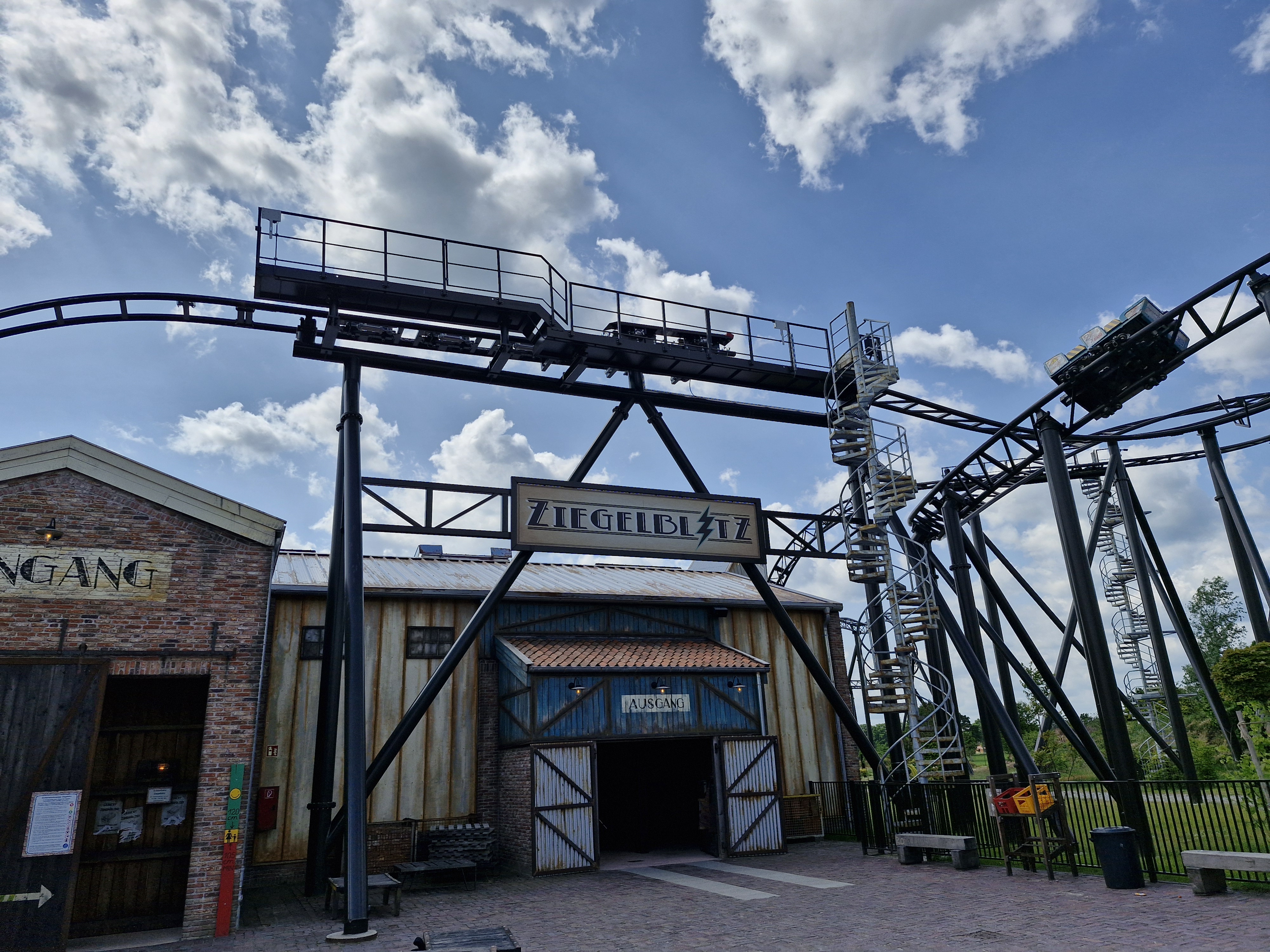
Ziegelblitz à Jaderpark

### Autres attractions
| Nom                              | Type / Modèle            | Constructeur         | Parc                        | Pays        |
| -------------------------------- | ------------------------ | -------------------- | --------------------------- | ----------- |
| Amazonia                         | Spinning Rafting         | Intamin              | Bellewaerde                 | Belgique    |
| Anna and Elsa's Frozen Journey   | Parcours scénique        |                      | Tokyo Disneyland            | Japon       |
| Azurgo                           | Wild Swing               | ART Engineering      | Familypark Neusiedlersee    | Autriche    |
| Bateau Pirate                    | Bateau à bascule         |                      | Guiguitte en Folie          | France      |
| Bathyscaphes (les)               | Boat Round               | Metallbau Emmeln     | Le Fleury                   | France      |
| Blinky's Seifenkisten            | Speedway                 | Zamperla             | Holiday Park                | Allemagne   |
| Catapult Falls                   | Bûches                   | Intamin              | SeaWorld San Antonio        | États-Unis  |
| Celtic Dreamer                   | Chaises volantes         | Zierer               | Emerald Park                | Irlande     |
| Cyborg™ Cyber Revolution         | Nebulaz                  | Zamperla             | Six Flags Fiesta Texas      | États-Unis  |
| Dämonen Gruft                    | Train fantôme            | Preston & Barbieri   | Heide Park                  | Allemagne   |
| Danse macabre                    | Dynamic Motion Stage     | Intamin              | Efteling                    | Pays-Bas    |
| Dazzling Dan's Fusel Schleuder   | Jet Skis                 | Zierer               | Freizeitpark Plohn          | Allemagne   |
| Despicable Me Minion Mayhem      | Simulateur de mouvements | Intamin              | Universal Studios Singapore | Singapour   |
| El Grito                         | Tour de chute            | Funtime              | Djurs Sommerland            | Danemark    |
| Envol des Papillons (l')         | Monorail                 | ART Engineering      | Nigloland                   | France      |
| Fairy Tinker Bell’s Busy Buggies |                          |                      | Tokyo Disneyland            | Japon       |
| Fly Swing                        | Chaises volantes         |                      | Family Park                 | France      |
| Galion de Féeryland              | Bateau à bascule         |                      | Féeryland                   | France      |
| Ghostly Galleon                  | Bateau à bascule         | Metallbau Emmeln     | Southport Pleasureland      | Royaume-Uni |
| Gobbies Energiekraftwerk         | Music Express            | SBF Visa Group       | Taunus Wunderland           | Allemagne   |
| Greenville Bus                   | Crazy Bus                | Zamperla             | Holiday Park                | Allemagne   |
| Hydro Dynamo                     | Wild Swing               | ART Engineering      | Futuroscope                 | France      |
| Iguaçu                           | Bûches                   |                      | Zoomarine Portugal          | Portugal    |
| Jeep Safari                      | Parcours en Jeeps        |                      | Lightwater Valley           | Royaume-Uni |
| Jet Boat                         | Manège d'avions          |                      | Family Park                 | France      |
| Joker: Carnival of Chaos         | Giga Discover            | Zamperla             | Six Flags St. Louis         | États-Unis  |
| The Jolly Robin                  | Bateau à bascule         |                      | Blackgang Chine             | Royaume-Uni |
| Latający Holender                | Wild Swing               | ART Engineering      | Majaland Gdańsk             | Pologne     |
| Les Sombreros                    | Pieuvre                  | Soriani & Moser      | Family Park                 | Frances     |
| Merlí                            | Tour de chute            | Funtime              | Tibidabo                    | Espagne     |
| Metropolis Transit Authority     | Monorail                 |                      | Six Flags Fiesta Texas      | États-Unis  |
| Pédalosaurus                     | Magic Bikes              | Zamperla             | Winnoland                   | France      |
| Peter Pan's Never Land Adventure |                          |                      | Tokyo Disneyland            | Japon       |
| Pirat Water                      | Bûches                   | Reverchon Industries | Parc de la Vallée           | France      |
| Rantanplan                       | Tasses                   | Zamperla             | Parc Spirou                 | France      |
| Rapunzel's Lantern Festival      | Parcours scénique        |                      | Tokyo Disneyland            | Japon       |
| Red Bus                          | Crazy Bus                | Zamperla             | Le Fleury                   | France      |
| Rio Do Cacao                     | Bûches junior            | Zamperla             | Bellewaerde                 | Belgique    |
| Rivière des Bûcherons (la)       | Bûches junior            | Zamperla             | Futuroscope                 | France      |
| Rocking Tug                      | Rockin' Tug              | Zamperla             | Le Fleury                   | France      |
| Samburu Moto                     | Apollo Sidecars XL       | Technical Park       | Serengeti-Park              | Allemagne   |
| Shazam! Tower of Eternity        | Tour de chute            |                      | Six Flags Fiesta Texas      | États-Unis  |
| Sky Striker                      | Giga Discover            | Zamperla             | Six Flags Great America     | États-Unis  |
| Splash Lagoon                    | Bûches junior            |                      | Paulton's Park              | Royaume-Uni |
| SteamWhirler                     | Nebulaz                  | Zamperla             | Six Flags America           | États-Unis  |
| Swingi                           | Gyro Swing               | Intamin              | Linnanmäki                  | Finlande    |
| Time Winder                      | Nebulaz                  | Zamperla             | Canobie Lake Park           | États-Unis  |
| Tour de Numerobis (la)           | Vertical Swing           | Zamperla             | Parc Astérix                | France      |
| U-Boot Safari                    | Tow boat ride            |                      | Serengeti-Park              | Allemagne   |
| Wilde Gautsche                   | Wild Swing               | ART Engineering      | Erlebnispark Tripsdrill     | Allemagne   |
| Wolf Legend                      | Tour de chute            | SBF Visa Group       | Gardaland                   | Italie      |

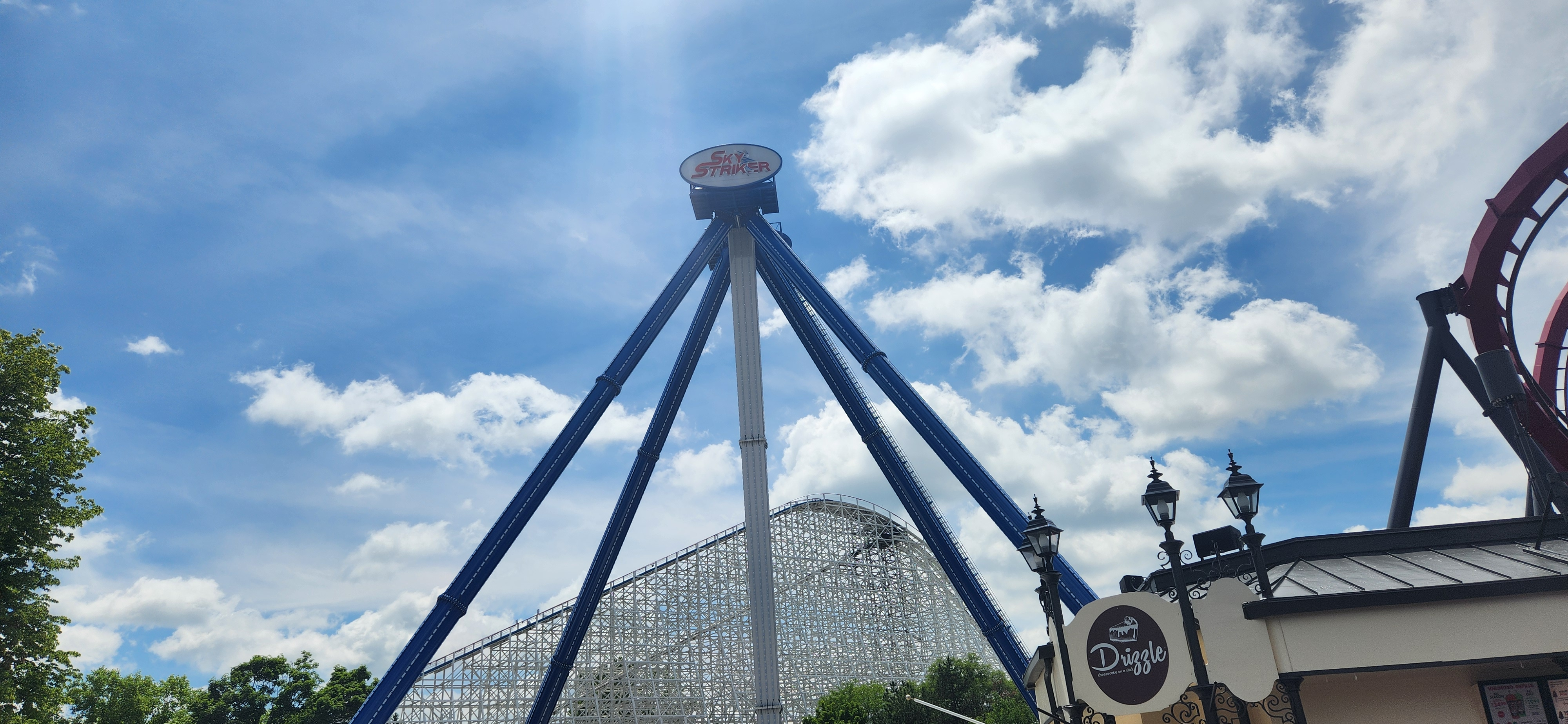
Sky Striker à Six Flags Great America

#### Nouveau thème
| Nom                     | Type / Modèle     | Constructeur             | Parc          | Pays       | Anciennement    |
| ----------------------- | ----------------- | ------------------------ | ------------- | ---------- | --------------- |
| Castello dei Medici     | Parcours scénique | Mack Rides               | Europa-Park   | Allemagne  | Geisterschloss  |
| Rio Do Café             | Bûches            | Reverchon                | Bellewaerde   | Belgique   | River Splash    |
| Tiana's Bayou Adventure | Bûches            | Walt Disney Imagineering | Disneyland    | États-Unis | Splash Mountain |
| Tiana's Bayou Adventure | Bûches            | Walt Disney Imagineering | Magic Kingdom | États-Unis | Splash Mountain |

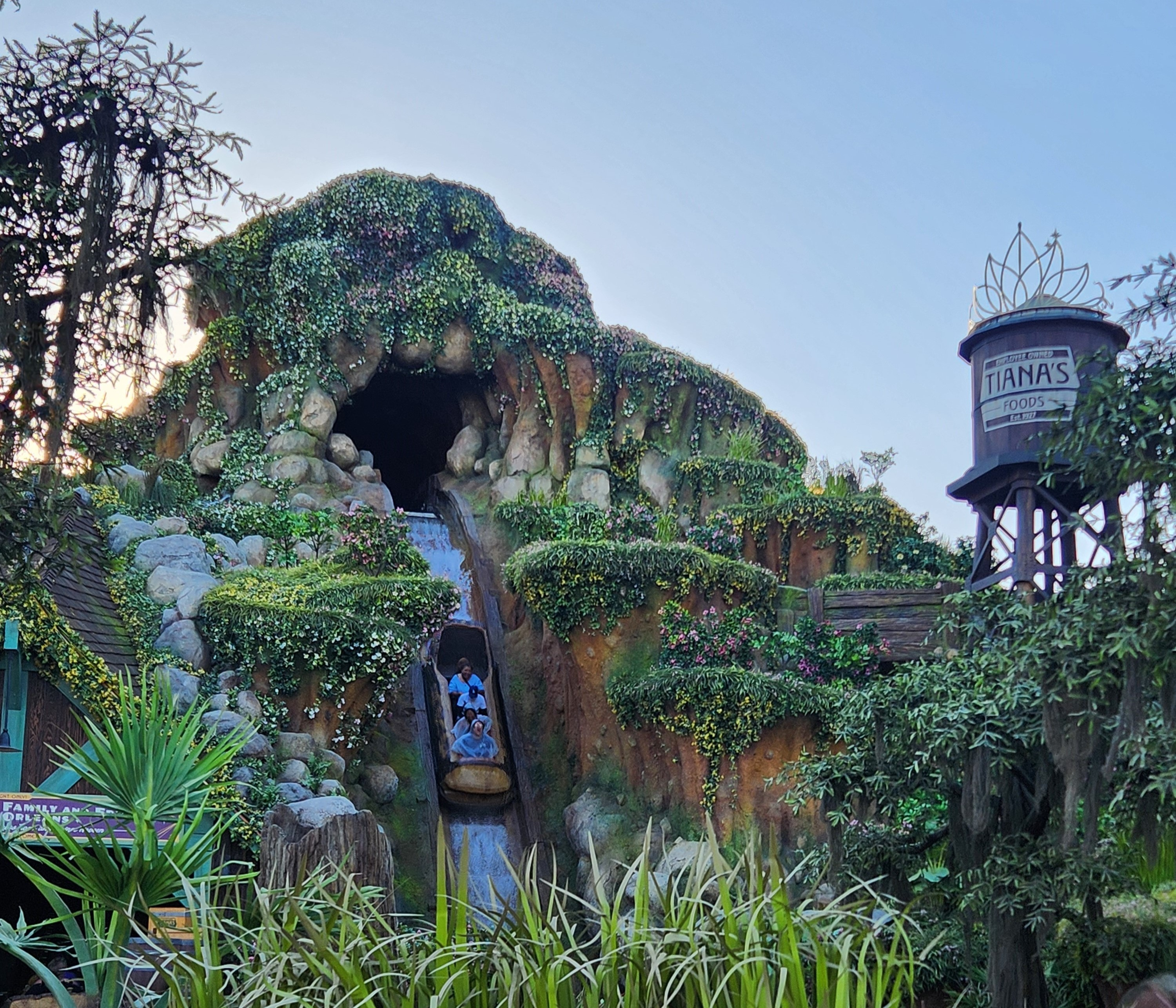
Tiana's Bayou Adventure à Disneyland
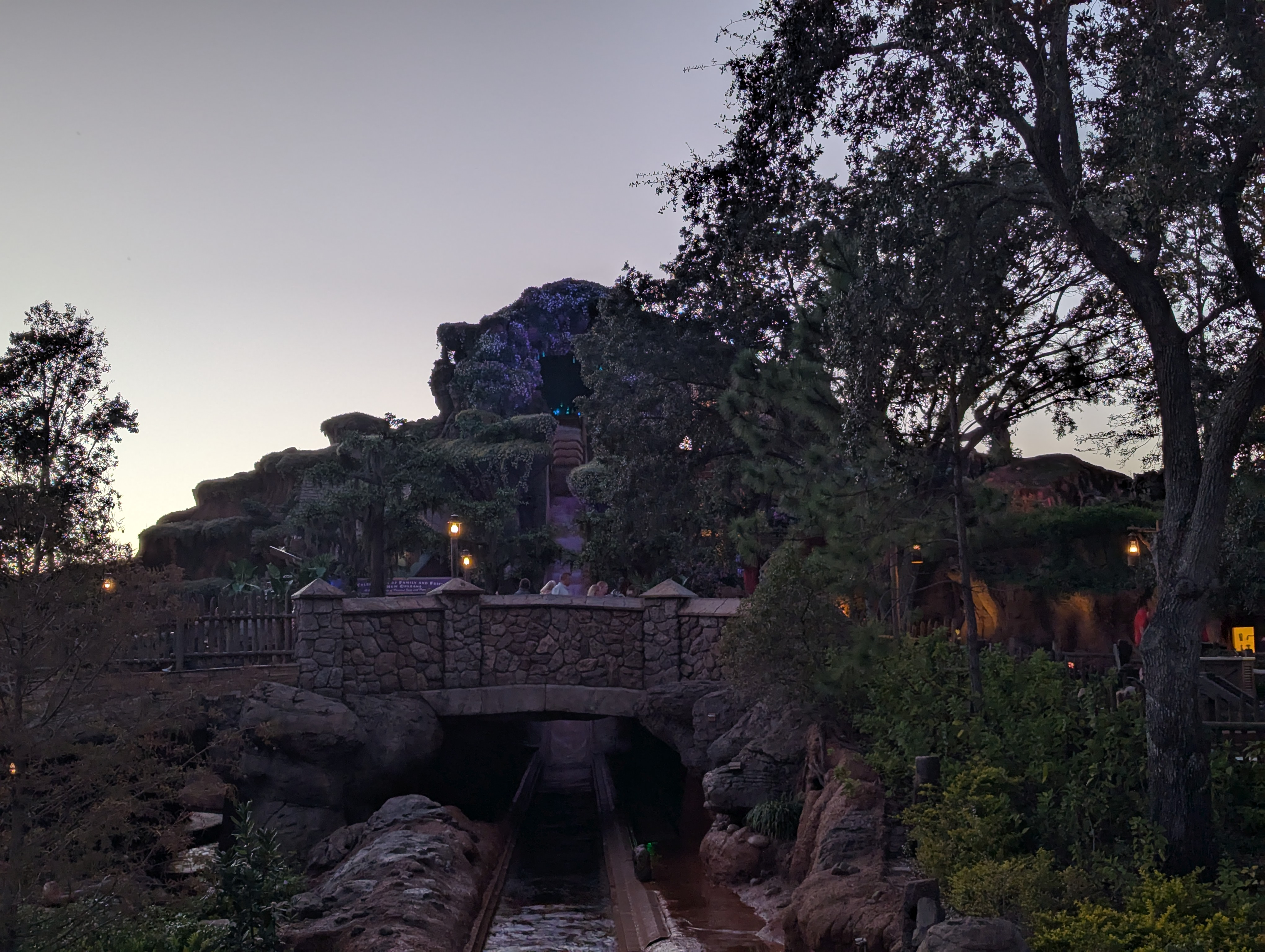
Tiana's Bayou Adventure à Magic Kingdom

## Hôtels
- Efteling Grand Hotel - Efteling ( Pays-Bas)[28]
- Plopsa Hotel Holiday Park - Holiday Park ( Allemagne)[29]
- The Savannah Sunset Resort & Spa - Six Flags Great Adventure ( États-Unis)[30]
- Tokyo DisneySea Fantasy Springs Hotel - Tokyo DisneySea ( Japon)[31]